# Ladislav Čobej
Ladislav Čobej (* 9. srpna 1945 Stropkov) je bývalý slovenský fotbalový útočník.
Působí v akciové společnosti Tesla Stropkov.

## Hráčská kariéra
Odchovanec stropkovského fotbalu odehrál v československé lize jedno utkání za Slovan Bratislava, aniž by skóroval (3. dubna 1966).
Nastupoval převážně za B-mužstvo Slovanu ve II. lize. Ve druhé lize hrál také za Duklu Tábor (základní vojenská služba) a od roku 1971 za Partizán Bardejov.

### Prvoligová bilance
| Ročník             | Zápasy | Góly | Minuty | Klub                       |
| ------------------ | ------ | ---- | ------ | -------------------------- |
| I. liga 1965/66    | 1      | 0    | 90     | TJ Slovan ChZJD Bratislava |
| CELKEM I. ČS. LIGA | 1      | 0    | 90     |                            |